# Ksenia Schnaider

Ksenia Schnaider— український бренд модного одягу. Бренд заснований українською модельєркою Ксенією Шнайдер та російським дизайнером Антоном Шнайдером.

## Біографія
Ксенія вивчала історію у Київському національному університеті. Захопилася виготовленням одягу, через що не закінчила навчання. У 2004 році заснувала власну торгову марку X’U. 
Спільні друзі познайомили Ксенію з Антоном Шнайдером. Вони деякий час зустрічалися, згодом одружились. У пари народилася дочка. 

## Історія Бренду
У 2011 році пара вирішила заснувати новий бренд, який назвали «Ksenia Schnaider». Виробництво розміщувалось у Києві. Весь одяг створюється вручну. З 2011 року було створено понад 20 колекцій, з них 10 колекцій були представлені на Ukrainian Fashion Week. У жовтні 2018 року бренд був представлений на показах «Amazon Tokyo Fashion Week» в Японії. Принти футболок Ksenia Schnaider скопіював мас-маркет Zara. Клієнтами Ксенії Шнайдер є Тіна Кароль, Соня Есьман, Белла Хадід, Елеонора Карісі, Дуа Ліпа. Бренд отримав багато позитивних відгуків на сторінках Vogue Italy, WAD, Grazia France, Interview Russia, Vogue Ukraine, Style.com. 
З 2016 року популярними стали джинси demi-denims, які придумала Ксенія Шнайдер. Ці джинси зібрані з двох частин. Модель об'єднала в собі кюлоти і скинни. Вони продаються у багатьох магазинах модного одягу в Європі, Азії та Австралії. У 2018 році бренд виробляв до 700 пар джинсів на місяць.